# Музей футбольного клуба «Шахтёр»
Музей ФК «Шахтёр»(укр. музей фк "Шахтар") — самый большой спортивный музей на Украине. Расположен на домашнем стадионе ФК «Шахтёр» — «Донбасс-Арене».

## О музее
Торжественное открытие музея состоялось 14 июля 2010 года. В этом мероприятии принимали участие президент ФК Шахтер Ринат Ахметов, главный тренер горняков Мирча Луческу, ветеран клуба Михаил Соколовский, который провел наибольшее количество матчей за команду (485 игр) а также, футболисты команды и СМИ. Музей расположен с южной стороны стадиона, площадь экспозиции 384 м2. В 5 экспозиционных залах представлена коллекция командных кубков, личных призов футболистов, футбольной экипировки, билетов, программ и афиш со знаковых матчей команды, другие реликвии и, конечно, Кубок УЕФА — главный трофей клуба на сегодняшний день.
Во всех залах расположены мультимедийные экраны, которые демонстрируют редкие кадры фото- и кинохроники из футбольного прошлого команды, моменты самых значительных успехов «Шахтера», игровые эпизоды, кадры тренировочного процесса, уникальные интервью, фотографии из личных альбомов ветеранов клуба. На подиуме Стены Славы представлены отлитые в металле слепки ног футболистов, оставивших яркий след в истории команды, на стене — слепки рук тренеров и голкиперов. Центральное место в каждом зале занимает гипсовая скульптура, в которой запечатлены герои той или иной эпохи в истории команды.
В будущем на базе музея планируется создание единого центра исторической архивной информации о команде — (фото-, видеоматериалы, материалы периодической печати; с возможностью просмотра и работы с документами для всех интересующихся историей команды). Приглашаются все желающие принять участие в этом проекте.